# Roupy
Roupy település Franciaországban, Aisne megyében. Lakosainak száma 238 fő (2022. január 1.). Roupy Étreillers, Fluquières, Fontaine-lès-Clercs, Happencourt, Savy és Seraucourt-le-Grand községekkel határos.

## Népesség
A település népessége az elmúlt években az alábbi módon változott:
| Lakosok száma | 255  | 240  | 295  | 251  | 226  | 229  | 230  | 236  | 239  | 238  |
|               | 1968 | 1982 | 1990 | 2006 | 2013 | 2015 | 2017 | 2019 | 2020 | 2022 |